# Тонкий парадиплоспинус
Тонкий парадиплоспинус (лат. Paradiplospinus gracilis) — вид лучепёрых рыб из  семейства гемпиловых (Gempylidae). Распространены в юго-восточной части Атлантического океана. Морские бентопелагические рыбы.

## Описание
Тело чрезвычайно удлиненное и сжатое с боков; у взрослых особей максимальная высота тела укладывается 12—16 раз в стандартную длину тела. Анальное отверстие расположено на уровне 30—32 луча первого спинного плавника. Расстояние от анального отверстия до первого жёсткого луча анального плавника в 1,2—1,4 раза меньше длины рыла. Длина головы укладывается 4,5—4,9 раза в стандартную длину тела у особей длиной более 35 см. В передней части верхней челюсти три неподвижных и 1—3 подвижных клыковидных зуба, а в передней части нижней челюсти по одному клыку с каждой стороны. Первый спинной плавник с 35—38 жёсткими лучами, во втором спинном плавнике 26—30 мягких лучей. Длина основания второго спинного плавника в 2,8—3 раза меньше длины основания первого спинного плавника. Анальный плавник с двумя свободными колючками и 24—29 мягкими лучами. Позвонков 60—64, из них 35—38 туловищных и 23—26 хвостовых. Пилорических придатков 6. Тело и плавники коричневато-чёрного цвета. Максимальная стандартная длина тела 52 см.

## Распространение и места обитания
Обнаружены только у берегов Намибии и западной части Южной Африки. Морские бентопелагические рыбы. Обитают на континентальном склоне на глубине от 368 до 626 м. Молодь предположительно мезопелагическая. Особи длиной 35—40 см имели зрелые гонады.